# بانک چین

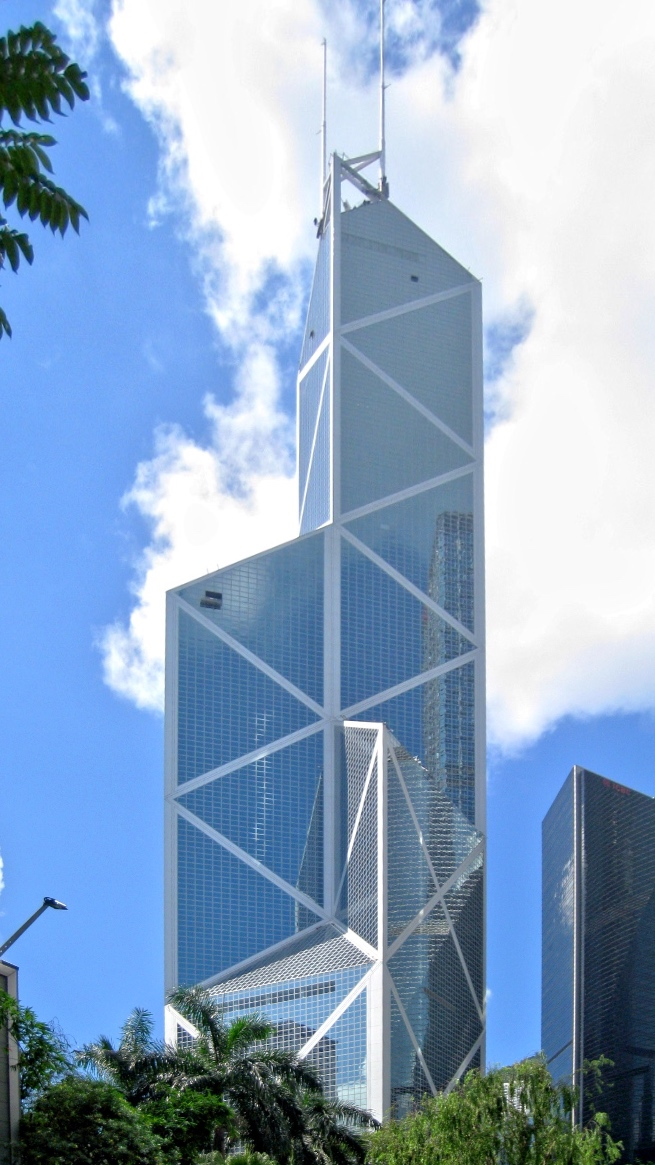
برج بانک چین، در هنگ کنگ

بانک چین (به چینی: 中国银行) (به انگلیسی: Bank of China (BOC)) شرکت خدمات مالی و بانکداری چینی است، که به‌عنوان یکی از ۴ بانک بزرگ در جمهوری خلق چین شناخته می‌شود.
بانک چین در سال ۱۹۱۲ توسط دولت جمهوری خلق چین و به دستور رئیس‌جمهور وقت این کشور؛ سون یات سن راه‌اندازی شد و جایگزین بانک دولت پادشاهی چین گردید. این بانک در حال حاضر قدیمی‌ترین بانک فعال در کشور چین است. در سال ۲۰۰۹ بانک چین دومین بانک بزرگ در جمهوری خلق چین و پنجمین بانک بزرگ جهان بر پایه میزان ارزش بازار به‌شمار می‌آید. این بانک یک شرکت چند ملیتی بانکداری و خدمات مالی چینی است.
پس از انقلاب کمونیستی چین در سال ۱۹۴۹، این بانک به فعالیت خود در تایوان ادامه داد و پس از خصوصی‌سازی در سال ۱۹۷۱، نام خود را به بانک تجاری بین‌المللی چین تغییر داد، در حالی که عملیات در سرزمین اصلی آن به بانک خلق چین تغییر داده شد. در سال ۱۹۷۹ بانک چین با جدا شدن از بانک خلق چین در مرحله اولیه اصلاحات اقتصادی چین دوباره تأسیس شد.
شعبه مرکزی این بانک در شهر پکن قرار دارد و بخشی از سهام آن در بازارهای بورس اوراق بهادار هنگ کنگ و بورس شانگهای معامله می‌شود. از نظر هیئت ثبات مالی به عنوان یک بانک مهم سیستمی در نظر گرفته می‌شود. در پایان سال ۲۰۲۰، این بانک چهارمین بانک بزرگ جهان از نظر کل دارایی‌ها بود که پس از سه بانک چینی دیگر رتبه‌بندی می‌شود.

## تاریخچه

### اوایل قرن بیستم
در سال ۱۹۰۵ دولت چین بانک داکینگ را در پکن تأسیس کرد. هنگامی که جمهوری چین در سال ۱۹۱۲ تأسیس شد، چن جینتائو به عنوان رئیس اصلاحات مالی در دولت رئیس جمهور وقت؛ سون یات سن منصوب شد و بانک داکینگ را تحت عنوان بانک چین سازماندهی کرد، که متعاقباً به عنوان بنیانگذار آن شناخته شد.
در سال ۱۹۱۷، تسویه پی، شعبه بانک چین را در هنگ کنگ افتتاح کرد. در سال ۱۹۲۸ این بانک دفتر مرکزی خود را از پکن به شانگهای منتقل نمود.
در سال ۱۹۲۰ این بانک، دفتر تحقیقات بانک چین را افتتاح کرد. دفتر تحقیق اولین سازمان تحقیقاتی در بخش بانکداری چین بود.
در سال ۱۹۲۹ بانک، شعبه‌ای را در لندن افتتاح کرد که اولین شعبه آن در خارج از کشور چین بود. این شعبه بدهی‌های خارجی دولت را مدیریت می‌کرد و به مرکزی برای مدیریت مبادلات خارجی بانک تبدیل شد، که به عنوان واسطه‌ای برای تجارت بین‌المللی چین عمل می‌کرد. در سال ۱۹۳۱ شعبه خارج از کشور دیگری در شهر اوساکا و در سال ۱۹۳۶ در سنگاپور (برای رسیدگی به حواله‌های چینی‌های خارج از کشور به چین) و همچنین یک آژانس در نیویورک افتتاح شد.
در سال ۱۹۳۷ در آغاز جنگ با ژاپن، نیروهای ژاپنی بنادر اصلی چین را محاصره کردند. بانک چین تعدادی شعبه در باتاویا، پنانگ، کوالالامپور، هایفونگ، هانوی، رانگون، بمبئی و کلکته افتتاح کرد، تا جمع‌آوری حواله‌ها و جریان تدارکات نظامی را تسهیل کند. همچنین آژانس‌های فرعی در سورابایا، مدان، دابو، باتو پاهات، بایچیلو، ماندالای، لاشیو، ایپوه و سرمبان افتتاح کرد. در سالهای ۱۹۴۱–۱۹۴۲، تسخیر آسیای جنوب شرقی توسط ژاپن، BOC را مجبور کرد که تمام شعب، نمایندگی‌ها، شعبه‌ها و نمایندگی‌های فرعی خود را به جز لندن، نیویورک، کلکته و بمبئی تعطیل کند. با این وجود، در سال ۱۹۴۲، موفق شد شش شعبه جدید در خارج از کشور مانند سیدنی، (استرالیا)، لیورپول و هاوانا و احتمالاً کراچی راه اندازی کند.
پس از پایان جنگ جهانی دوم، بانک مرکزی چین در سال ۱۹۴۶ شعبه‌ها و نمایندگی‌های خود را در هنگ کنگ، سنگاپور، هایفونگ، رانگون، کوالالامپور، پنانگ و جاکارتا بازگشایی کرد. آژانس هانوی را به سایگون منتقل کرد. به پیشنهاد ستاد نیروهای متفقین، شعبه خود را در اوزاکای ژاپن منحل کرد و یک شعبه فرعی در توکیو افتتاح کرد. در سال ۱۹۴۷، این بانک نمایندگی‌هایی را در بانکوک، چیتاگونگ و توکیو افتتاح کرد.
در سال ۱۹۵۰، به دنبال پیروزی نیروهای کمونیست در جنگ داخلی، برخی از شعبات خارج از کشور BOC (مانند هنگ کنگ، سنگاپور، لندن، پنانگ، کوالالامپور، جاکارتا، کلکته، بمبئی، چیتاگونگ و کراچی) بانک چین باقی ماندند. با بانک سرزمین اصلی که مقر آن در پکن است، در حالی که دیگران (مانند نیویورک، توکیو، هاوانا، بانکوک و یکی دیگر، احتمالاً پاناما) در بانک چین باقی ماندند که مقر آن در تایپه بود، که در سال ۱۹۷۱ نام جدید بانک تجاری بین‌المللی چین (中國國際商業銀行) را به خود اختصاص داد. شعبه رانگون در سال ۱۹۶۳ همراه با سایر بانک‌های خارجی و داخلی در برمه ملی شد. در سال ۱۹۷۱، چین دو شعبه کراچی و چیتاگونگ را به بانک ملی پاکستان منتقل کرد. در سال ۱۹۷۵، جمهوری ویتنام جنوبی شعبه در سایگون را ملی کرد و دولت خمرهای سرخ آن را در پنوم پن ملی کرد.